# Sport-boules aux Jeux mondiaux de 2013
Navigation
Kaohsiung 2009 Wrocław 2017
Les épreuves de sport-boules des Jeux mondiaux de 2013 ont lieu du 1er au 4 août 2013 à Cali (Colombie).

## Podiums

### Hommes
| Épreuves                         | Or                                          | Argent                                                             | Bronze                                            |
| -------------------------------- | ------------------------------------------- | ------------------------------------------------------------------ | ------------------------------------------------- |
| Boule Lyonnaise-Tir de Précision | Italie Luigi Grattapaglia                   | Chine Zhang Yixin                                                  | France Thomas Allier                              |
| Boule Lyonnaise-Tir Progressif   | Italie Mauro Roggero                        | France Guillaume Abelfo                                            | Croatie Tomislav Kolobaric                        |
| Pétanque Double                  | France Henri Lacroix Dylan Rocher           | Thaïlande Thaloengkiat Phusa-Ad Lacsukan Piachan                   | Belgique Jean-Francois Hemon Steven Ielegems      |
| Raffa Double                     | Italie Andrea Cappelacci Giuliano Di Nicola | Chili Aldo Cesar Bavestrello Sturla Rodolfo Samuel Galvez Monsalve | Argentine Raúl Basualdo Horacio Francisco Spessot |

### Femmes
| Épreuves                         | Or                                                  | Argent                                                  | Bronze                                       |
| -------------------------------- | --------------------------------------------------- | ------------------------------------------------------- | -------------------------------------------- |
| Boule Lyonnaise-Tir de Précision | Croatie Iva Vlahek                                  | France Gaëlle Millet                                    | Argentine Romina Soledad Bolatti             |
| Boule Lyonnaise-Tir Progressif   | Chine Cheng Xiping                                  | France Barbara Barthet                                  | Italie Giorgia Rebora (it)                   |
| Pétanque Doubles                 | France Ludivine d'Isidoro Marie-Christine Virebayre | Thaïlande Thongsri Thamakord Phantipha Wongchuvej       | Canada Maryse Bergeron Marieke Rolland       |
| Raffa Doubles                    | Chine Cen Weifei Zhang Wei                          | Argentine Natalia Alejandra Limardo Maria Victoria Maiz | Brésil Noeli Dalla Corte (pt) Ingrid Fuchter |

## Tableau des médailles
| Rang  | Nation    | Or | Argent | Bronze | Total |
| ----- | --------- | -- | ------ | ------ | ----- |
| 1     | Italie    | 3  | 0      | 1      | 4     |
| 2     | France    | 2  | 3      | 1      | 6     |
| 3     | Chine     | 2  | 1      | 0      | 3     |
| 4     | Croatie   | 1  | 0      | 1      | 2     |
| 5     | Thaïlande | 0  | 2      | 0      | 2     |
| 6     | Argentine | 0  | 1      | 2      | 3     |
| 7     | Chili     | 0  | 1      | 0      | 1     |
| 8     | Belgique  | 0  | 0      | 1      | 1     |
| 8     | Canada    | 0  | 0      | 1      | 1     |
| 8     | Brésil    | 0  | 0      | 1      | 1     |
| TOTAL | TOTAL     | 8  | 8      | 8      | 24    |